# Stigmaphyllon diversifolium
Stigmaphyllon diversifolium är en tvåhjärtbladig växtart som först beskrevs av Carl Sigismund Kunth, och fick sitt nu gällande namn av Adrien Henri Laurent de Jussieu. Stigmaphyllon diversifolium ingår i släktet Stigmaphyllon och familjen Malpighiaceae. Inga underarter finns listade i Catalogue of Life.